# Vincent Sattler
Pour les articles homonymes, voir Sattler.
Vincent Sattler, né le 6 juin 1969 à Strasbourg et mort le 22 décembre 1988 à Dahlenheim (Bas-Rhin), est un footballeur français.

## Biographie
Il signe un contrat professionnel au Racing Club de Strasbourg en juin 1986. Avec ce club, il est champion de Division 2 en 1988. Sattler est alors un grand espoir du club. 
Il décède dans un accident de voiture à 19 ans sur la route entre Furdenheim et Ergersheim au retour d'une soirée passée en compagnie de coéquipier strasbourgeois,. Il effectuait à cette époque son service militaire au bataillon de Joinville.

## Palmarès
- Champion de France de Division 2 en 1988 avec le RC Strasbourg[5]